# Англійці Аргентини
Англійські аргентинці (також відомі як англо-аргентинці) — це громадяни Аргентини або діти аргентинських громадян, виховані в Аргентині, які можуть претендувати на походження з Англії. Англійське поселення в Аргентині (прибуття англійських емігрантів) відбулося в період після здобуття Аргентиною незалежності від Іспанії до 19 століття. На відміну від багатьох інших хвиль імміграції до Аргентини, англійські іммігранти зазвичай не залишали Англію через бідність чи переслідування, а їхали до Аргентини як промисловці та великі землевласники.
Сполучене Королівство мало сильний економічний вплив в Аргентині у вікторіанський період. Однак становище англійських аргентинців ускладнилося, коли їхній економічний вплив був остаточно зруйнований націоналізацією Хуаном Пероном багатьох британських компаній у 1940-х роках, а потім Фолклендською війною в 1982 році. Відомі аргентинці, такі як президенти Аргентини Рауль Альфонсін і Карлос Пеллегріні, авантюрист Лукас Бріджес, колишній гравець і президент футбольного клубу Huracan Карлос Бабінгтон і письменник Хорхе Луїс Борхес частково мають англійське походження.

## Англійська імміграція
Англійські поселенці прибули в Буенос-Айрес у 1806 році (на той час іспанська колонія) у невеликій кількості, переважно як бізнесмени, коли Аргентина була нацією, що розвивалася, і поселенців вітали за стабільність, яку вони привнесли в комерційне життя. У 19 столітті прибуло все більше англійських сімей, і багато хто купив землю, щоб розвинути потенціал аргентинських пампасів для великомасштабного вирощування сільськогосподарських культур. Англійці засновували банки, розвивали експортну торгівлю зерновими та тваринницькими продуктами та імпортували предмети розкоші, яких прагнув зростаючий аргентинський середній клас.
Окрім тих, хто поїхав до Аргентини як промисловці та великі землевласники, інші поїхали як інженери-залізниці, цивільні інженери та працювали в банківській справі та торгівлі. Інші пішли, щоб стати китобоями, місіонерами та просто шукати майбутнє. Англійські сім’ї відправляли другого та молодших синів, або тих, кого називали «чорними вівцями» сім’ї, до Аргентини, щоб розбагатіти на худобі та пшениці. Англійські поселенці представили футбол Аргентині.Деякі англійські родини володіли цукровими плантаціями.

## Передумова
За договором 1825 року Сполучене Королівство стало однією з перших країн, які визнали незалежність Аргентини. Англійці та інвестиції зіграли значну роль у розвитку аргентинських залізничних і трамвайних ліній, а також аргентинського сільського господарства, тваринництва, переробки, охолодження та експорту. Колись у 19 столітті десять відсотків британських іноземних інвестицій було в Аргентині, незважаючи на те, що вона не була колонією. У 1939 році 39% інвестицій в Аргентині були британські.
Англійська культура або її версія, як сприймається ззовні, мала помітний вплив на культуру Аргентини, головним чином середніх класів. У 1888 році місцеві англо-аргентинці заснували Hurlingham Club на базі свого тезки в Лондоні. Місто Герлінгем, Буенос-Айрес і Херлінгем Партідо в провінції Буенос-Айрес пізніше виросли навколо клубу і отримали від нього свої назви. Кордовський атлетичний клуб, один із найстаріших спортивних клубів в Аргентині, був заснований у 1882 році англійцями, які жили в Кордові, працюючи на залізниці.
У 1912 році відомий лондонський універмаг Harrods відкрив магазин у Буенос-Айресі; єдиний Harrods, коли-небудь відкритий за межами Лондона. Harrods Buenos Aires став незалежним від Harrods у 1940-х роках, але все ще торгував під назвою Harrods.
Післяобідній чай став стандартом для великих верств населення і породив популярну меріенду, післяобідню закуску, також відому просто як la leche (молоко), оскільки її подавали з чаєм або шоколадним молоком разом із солодощами. Кафе «Річмонд» на Флорида-стріт є відомим місцем для чаювання поблизу універмагу «Харродс», нині виставкового залу.
Садові шале, побудовані керівниками залізниці поблизу залізничних станцій у передмістях, зокрема в Бенфілді, Темперлі, Манро, Ранелаг і Герлінгем, надавали місцевим районам Буенос-Айреса гострої англійської атмосфери, особливо взимку, коли вони були оповиті сірими туманами та опалим дубовим листям на бруківці. Belgrano R, у межах району Belgrano, є ще однією залізничною станцією, відомою британськими околицями навколо неї, які виникли залізницею. Англіканська церква з 1896 року та англійська середня школа Буенос-Айреса, заснована Олександром Вотсоном Хаттоном у 1884 році, розташовані в цьому районі. Також важливими є залізничні термінали Ретіро в районі Ретіро та Конститусьйон. У Пампасах є численні сільські станції.
Близько 100 000 англо-аргентинців є нащадками англійських іммігрантів до Аргентини. Вони є однією з найуспішніших іммігрантських груп Аргентини, набуваючи популярності в торгівлі, промисловості та професіях. Багато говорять вдома англійською без акценту. Англомовна газета Buenos Aires Herald виходила щодня в Буенос-Айресі з 1876 по 2017 рік.
Англо-аргентинці традиційно відрізнялися від своїх співвітчизників аргентинців тим, що здебільшого зберегли міцні зв'язки зі своєю батьківщиною, включаючи освіту та торгівлю. В Аргентині є багато двомовних шкіл, які пропонують британську навчальну програму англійською та стандартну аргентинську навчальну програму іспанською, у тому числі Northlands School, St. Mark's College, Balmoral College, St. Alban's College, St. George's College, Belgrano Day School та Вашингтонська школа. У Буенос-Айресі було кілька відділень Англійської культурної асоціації (Asociación Argentina de Cultura Inglesa), і протягом 20-го сторіччя вивчення та викладання англійської мови в державних школах і приватних установах незмінно орієнтувалося на прийняту вимову. Багато приватних шкіл для хлопчиків мають уніформу з синіх піджаків і сірих фланелевих штанів.
Англо-аргентинське товариство, засноване в Лондоні, було засноване в 1948 році і налічує близько 900 членів. Це суспільство для аргентинців, які проживають у Сполученому Королівстві, особливо тих, хто має англо-аргентинське походження. Однією з його головних цілей є сприяння взаєморозумінню та дружбі між двома країнами. Також у Лондоні знаходиться Canning Club, раніше Аргентинський клуб, поки Хуан Перон не націоналізував аргентинські британські підприємства, головне джерело доходу клубу в 1940-х роках. Клуб призначений для тих, хто має особливий зв'язок з Аргентиною та іншими країнами Латинської Америки або має особливий інтерес до них.
Район Коглан у Буенос-Айресі, відомий своїми великими резиденціями в англійському стилі, спочатку був населений англійськими та ірландськими іммігрантами. Кабальто містить район під назвою «Англійський район».
У 1794 році Британська імперія відкрила консульство в Сан-Ніколасі, що призвело до розвитку великої британської громади в цьому районі, який став відомий як «англійський район». У 1810 році вони заснували Товариство англійських купців, а в 1822 році британське консульство стало домом для першого сучасного банку в Буенос-Айресі.

## Друга Світова війна
Під час Другої світової війни 4000 аргентинців служили в усіх трьох британських збройних силах, хоча Аргентина офіційно була нейтральною країною під час війни.  Понад 600 аргентинських добровольців служили як у Королівських військово-повітряних силах, так і в Королівських військово-повітряних силах Канади, переважно в 164-й аргентинсько-британській ескадрильї Королівських ВПС, на щиті якої було зображено сонце з прапора Аргентини та девіз «Рішучі ми летимо» ( Firmes Volamos)». Багато членів англо-аргентинської спільноти також брали участь у небойових роботах або працювали над збором грошей і припасів для британських військ. У квітні 2005 року в церкві RAF Святого Клемента Дейнса в Лондоні відбулася спеціальна служба пам'яті.
Майже 500 аргентинців служили в Королівському флоті по всьому світу, від Північної Атлантики до південної частини Тихого океану. Багато з них були частиною спецназу, наприклад Джон Годвін.

## Фолклендська війна
Розглядаючи британську відповідь на аргентинську висадку на Фолклендських островах у 1982 році, на початку Фолклендської війни, британський прем’єр-міністр Маргарет Тетчер була повідомлена про потенційний ризик, який військова відповідь може становити для англо-аргентинців. Однак ризик не виправдався, і людям з британським походженням нічого не загрожувало. Дипломатичні відносини між двома країнами були розірвані в тому році і нормалізовані в 1990 році.

## Англійські топоніми
Ряд селищ, сіл і міст мають англійські топоніми. До них відноситься Банфілд, названий на честь Едварда Бенфілда. Вільде, Буенос-Айрес, названий у 1888 році Едуардо Вільде на честь свого дядька доктора Хосе Антоніо Вільде, який був англійським аргентинцем. Hurlingham, Buenos Aires і Hurlingham Partido отримали свою назву від Hurlingham Club, навколо якого виросло місто Hurlingham. Інші включають місто Лінкольн у Вашингтоні та Сіті Белл, невелике містечко в Ла-Плата партідо, провінція Буенос-Айрес, яке було засноване близько 1900 року англійськими іммігрантами та назване на честь його засновника Джорджа Белла. Темперлі названо на честь промислового і текстильного торговця Джорджа Темперлі, який народився в 1823 році в Ньюкаслі-апон-Тайн в Англії. Він допоміг створити Lomas de Zamora Partido і зробив можливим заснування міста Temperley. Аллен, Ріо-Негро, названий на честь Чарльза Аллена, який керував будівництвом міської залізничної станції.
У країні є кілька міст, заснованих на залізничних станціях з англійськими назвами, наприклад Робертс, Сміт, Херефорд і Хендерсон. Станція Монте-Коман у провінції Мендоса отримала свою назву через суперечку з британською компанією, яка не виплатила вчасно зарплату місцевим працівникам. Робітники скаржилися, що їм нічого їсти; інженер відповів поганою іспанською мовою «coman monte», що мало означати «їсти ліс». У провінції Кордова англійські імена можна простежити за Моррісоном або Джеймсом Крейком, а також Армстронгом у провінції Санта-Фе.
Torre de los Ingleses («Вежа англійців») у Буенос-Айресі була перейменована в Torre Monumental після Фолклендської війни.

## Англійські колонії в Аргентині
Місто Вілла-Марія в провінції Кордова було засновано англійськими родинами.

## Спорт
Такі види спорту, як футбол, теніс, регбі, хокей, гольф, крикет і поло, були представлені в Аргентині англійськими поселенцями.

### Поло
В Аргентині в поло вперше почали грати в Hurlingham Club, а Аргентинську асоціацію поло було засновано в клубі в 1922 році. З тих пір Аргентина стала домінуючою силою в міжнародному поло, і Campeonato Argentino Abierto de Polo щорічно проводиться з 1893 року в Кампо. Аргентино де Поло в Буенос-Айресі.

### Футбол
Англійські залізничники з Північної Англії заснували футбольний клуб «Буенос-Айрес» 9 травня 1867 року на Темпл-стріт (нині Віамонте) на зустрічі, організованій братами Томасом і Джеймсом Хоггами, які були вихідцями з Йоркширу. Перший футбольний матч, зіграний в Аргентині, був зіграний у клубі крикету Буенос-Айреса в Палермо, Буенос-Айрес 20 червня 1867 року. Матч був зіграний між двома командами британських торговців, «Білими кепками» та «Червоними кепками».
Alumni Athletic Club був заснований у 1898 році як «English High School» (від назви школи, звідки прийшла команда, і клуб був найуспішнішим у перші роки футболу в Аргентині. Команда дебютувала в першому сезоні нещодавно створена Аргентинська футбольна асоціація в 1893 році і знову грала в 1895 і 1900 роках під своєю початковою назвою. У 1901 році вони змінили свою назву на «Випускники». Вони продовжували грати в лізі, поки клуб не було розпущено в 1911 році.
Тури британських футбольних клубів по Південній Америці сприяли поширенню та розвитку футболу в регіоні в перші роки 20 століття. Першим клубом, який гастролював у регіоні, був Саутгемптон. у 1904 році, а потім кілька команд (переважно з Англії, хоча деякі шотландські клуби також відвідали Південну Америку) до 1929 року з Челсі. будучи останньою командою в турне.
Британські команди на той час вважалися найкращими у світі, і деякі з них послужили натхненням для створення футбольних клубів в Аргентині, чому сприяла імміграція британських громадян, які прибули працювати на британські компанії (переважно на будівництві залізниць). Клуби, засновані англійськими залізничниками, були Ferrocarril Midland (Buenos Aires Midland Railway, Ferro Carril Oeste (Buenos Aires Western Railway) і Talleres de Córdoba (Córdoba Central Railway), Rosario Central (спочатку «Central Argentine Railway Athletic Club» працівники Центральної аргентинської залізниці ).
Іншими прикладами клубів, заснованих британськими іммігрантами до Південної Америки, є Belgrano A.C., Rosario A.C., Alumni і Quilmes.
Докази впливу англійських поселенців на аргентинський футбол можна побачити в назвах клубів і традиції давати клубам англійські назви, хоча вони не були засновані британськими іммігрантами. Деякі приклади: Boca Juniors, River Plate, All Boys, Racing Club, Chaco For Ever.

## Релігія
Більшість аргентинців англійського походження, які вважають свою релігію, є римо-католиками, а не переважно протестантськими деномінаціями, які переважають в Англії через навернення або змішані шлюби з неанглійськими аргентинцями. Англіканська церква Південної Америки стверджує, що членами є приблизно 25 000 осіб, які переважно проживають в Аргентині, але включають членів у сусідніх країнах.

#### Англіканська церква в Аргентині
Англіканські церкви були засновані в Аргентині, де релігія переважно є римо-католицькою, на початку 19 століття, щоб служити капеланом для робітників-емігрантів, які проживають в Аргентині. У 1824 році було надано дозвіл на проведення богослужінь в англіканській церкві, а в 1831 році була побудована церква Св. Іоанна в Сан-Ніколасі, Буенос-Айрес на землі, подарованій у 1830 році губернатором Хуаном Мануелем де Росасом на користь нової церкви Св. Англіканська церква Іоанна Хрестителя. Це найстаріший з існуючих в Буенос-Айресі.
Англійський військово-морський капітан і християнський місіонер Аллен Гардінер заснував Патагонську місію (пізніше перейменовану на Південноамериканське місіонерське товариство) у 1844 році для вербування, надсилання та підтримки протестантських християнських місіонерів. Його перша місія, до складу якої входили хірург і три рибалки, була відправлена до Яганів на острів Ісла-Гранде-де-Тьерра-дель-Фуего. Вони прибули на острів Піктон на Вогняній Землі в грудні 1850 року, але їхня їжа почала закінчуватися; припаси, на які вони очікували, не надійшли, і до вересня 1851 року вони померли від хвороби та голоду. Патагонська місія продовжувала діяти і в 1854 році змінила назву на Південноамериканське місіонерське товариство.
У січні 1869 року Товариство заснувало місію в Ушуаї на Вогняній Землі під керівництвом свого суперінтенданта Уейта Хокіна Стірлінга. 21 грудня 1869 року Стірлінг був висвячений у Вестмінстерському абатстві як перший єпископ Фолклендських островів і на той час мав єпископську владу над усією Південною Америкою, доки влада не була передана єпископу Буенос-Айреса. У 1914 році перша місія, Misión Chaqueña, була заснована на півночі Аргентини.
Англіканська єпархія Аргентини є частиною англіканської провінції Південного конуса Америки і очолюється нинішнім єпископом Буенос-Айреса.

## Знатні люди
- Карлос Бабінгтон – колишній футболіст. Відомий як «El Inglés» (Англієць).
- Хільда Бернард – актриса.
- Хорхе Луїс Борхес – письменник і поет; його бабуся була англійкою походження.
- Едуардо Бредлі – льотчик.
- Лукас Бріджес – автор і дослідник.
- Гектор Купер – футбольний менеджер.
- Родольфо Енріке Фогвілл – письменник і соціолог.
- Дональд Форрестер — гравець у крикет.
- Джон Годвін — старший лейтенант британського королівського військово-морського резерву під час Другої світової війни. Приєднався до 14 (Arctic) Commando і був втрачений під час операції «Конвентний пункт».
- Ендрю Грем-Юлл – автор, працював у Perfil.
- Тревор Гроув – журналіст і редактор газети.
- Сото Грімшоу – натураліст і дослідник.
- Дієго Хартфілд – тенісист.
- Хуан Енріке Хейс — футболіст.
- Леонардо Хенрічсен – фотожурналіст.
- Маріано Гуд – тенісист.
- Хуан Карлос Ховард – танго-піаніст і композитор.
- Вільям Генрі Хадсон – письменник і натураліст.
- Мартіта Хант – актриса.
- Олівія Хассі – актриса, найвідоміша за роллю Джульєтти у фільмі Франко Дзеффіреллі «Ромео і Джульєтта» 1968 року.
- Льюїс Лейсі – гравець у поло, який став другим гравцем збірної Аргентини, який забив 10 голів.
- Роберто М. Левінгстон — президент Аргентини 18 червня 1970 — 21 березня 1971
- Франциско Морено – дослідник і географ. Його мати, Хуана Туейтс, мала англійське походження.
- Ісаак Ньюелл — засновник футбольного клубу «Ньюеллс Олд Бойз».
- Ольга Касарес Пірсон – актриса.
- Карлос Пеллегріні — президент Аргентини з 6 серпня 1890 р. по 12 жовтня 1892 р. Його мати, Марія Беванс Брайт, мала англійське походження.
- Хуліо Портер – сценарист і кінорежисер, відомий як один із найплідніших сценаристів і режисерів в історії кіно Аргентини.
- Пітер Прескотт (адвокат) – радник королеви.
- Хорхе Пуллін – фізик.
- Аня Тейлор-Джой – актриса.
- Collier Twentyman Smithers – художник-портретист, фігурист і сільський художник.
- Рене Стріклер – актор.
- Мартін Якобо Томпсон – військово-морський офіцер і патріот, засновник військово-морської префектури Аргентини.
- Марія Олена Волш – дитяча письменниця та співачка.
- Едуардо Вільде – лікар, політик і письменник.
- Амансіо Вільямс – архітектор.
- Олена Роджер – актриса.
- Карлос Міханс – композитор і письменник.